# 드니즈 콜롱
드니즈 콜롱(프랑스어: Denise Colomb, 본명: 드니즈 뢰브·Denise Loeb, 1902년 4월 1일~2004년 1월 1일)은 프랑스의 사진가이다.
데니스 콜롱은 시적인 리얼리즘의 프랑스의 전통에 속하고 있다.

## 대표작
《물위에 떠있는 나무들 , 노르웨이》(1955)
《두소년》